# (11435) 1931 UB
(11435) 1931 UB là một tiểu hành tinh được phát hiện bởi Karl Wilhelm Reinmuth ở Heidelberg ngày 17 tháng 10 năm 1931.